# Saperda hornii
Saperda hornii es una especie de escarabajo longicornio del género Saperda, tribu Saperdini, subfamilia  Lamiinae. Fue descrita científicamente por Joutel en 1902.

## Descripción
Mide 10-20 milímetros de longitud.

## Distribución
Se distribuye por Canadá y Estados Unidos.